# HighWire Press
HighWire Press ist ein amerikanisches Zeitschriftenaufsatz-Archiv. Über 1700 wissenschaftliche Fachzeitschriften, darunter führende wie das Journal of Biological Chemistry, Science, das Journal of Neuroscience und die Proceedings of the National Academy of Sciences werden in ihrer Onlineausgabe auf Highwire Press veröffentlicht.
HighWire Press wurde 1995 von der Universitätsbibliothek Stanford gegründet und 2014 teilweise von Accel-KKR übernommen.
Ein hoher Anteil der Artikel ist frei zugänglich.